# Momofuku (azienda)
Momofuku Group è una catena di ristoranti statunitense fondata da David Chang.

## Storia
Dopo aver lavorato in vari ristoranti degli USA e del Giappone, David Chang aprì il Momofuku Noodle Bar nel 2004, un ristorante di New York che serviva ramen e altre pietanze giapponesi che lo chef aveva avuto modo di assaggiare nel corso dei suoi viaggi. In seguito, Chang aprì, sempre a New York, il Momofuku Ssäm Bar, specializzato nella vendita di ssam (tipici wrap coreani). Lo scarso riscontro da parte dei consumatori spinse il ristoratore a cambiare il menù del ristorante, che, oltre ai ssäm, iniziò a produrre altre specialità. Da quel momento, il Momofuku Ssäm Bar ebbe più fortuna, e venne recensito positivamente dal New York Times. Chang aprì il terzo ristorante Momofuku Ko che, a sua detta, "concentra la sua attenzione sui cuochi, ha pochi sgabelli, una cucina collaborativa e un menù in continua evoluzione".
Più tardi venne anche inaugurato il Momofuku Seiōbo, primo locale del ristoratore statunitense ad aprire all'estero. Nel 2012, la Momofuku aprì il cocktail bar Booker & Dax nel retro del Ssäm Bar in collaborazione con Dave Arnold, e un altro locale in concomitanza con l'apertura dell'albergo Shangri-La di Toronto. Durante il mese di giugno del 2015, il ristorante di sandwich di pollo Fuku venne fondato ove era originariamente collocato il Noodle Bar. Christina Tosi, una collaboratrice di Chang, inaugurò la Momofuku Milk Bar (oggi Milk Bar), una catena di panetterie-pasticcerie che ha varie sedi in tutti gli USA. Nel 2018 il Momofuku Group firmò un accordo con la Kraft Heinz per permettere a quest'ultima di vendere la salsa piccante Momofuku nei negozi di alimentari. Diversi locali del Momofuku Group hanno ottenuto delle stelle Michelin.